# Nurlat
Nurlat (rusky Нурлат, tatarsky Норлат – Norlat) je město v Tatarstánu v Ruské federaci. Při sčítání lidu v roce 2010 měl přes dvaatřicet tisíc obyvatel.

## Poloha a doprava
Nurlat leží na pravém břehu Kondurči, přítoku Soku v povodí Volhy. Od Kazaně, hlavního města republiky, je vzdálen přibližně 270 kilometrů východně.
Přes Nurlat vede železniční trať z Uljanovsku přes Čišmy do Ufy, která byla uvedena do provozu v roce 1914.

## Dějiny
V devatenáctém století zde byla vesnička Nurlaty. V letech 1905 až 1914 probíhala výstavba trati
ze Simbirsku přes Bugulmu končící v Čišmách, během které zde vzniklo staniční osídlení Nurlat.
V třicátých letech dvacátého století bylo povýšeno na sídlo městského typu a v roce 1961 na město.

## Průmyslu
Nejvýznamnější částí místního průmyslu jsou společnost (mj. Tatněfť) provádějící v okolí města těžbu ropy. Kromě toho je zde jedna strojírenská továrna, masokombinát a cukrovar.